# إد زربال (إد بنيران)
إد زربال هو دُوَّار يقع بجماعة تيغيرت، إقليم سيدي إفني، جهة كلميم واد نون في المملكة المغربية. ينتمي الدوّار لمشيخة إد بنيران التي تضم 34 دوار. يقدر عدد سكانه بـ 35 نسمة حسب الإحصاء الرسمي للسكان والسكنى لسنة 2004.

## روابط خارجية
- البوابة الوطنية للجماعات الترابية
- المندوبية السامية للتخطيط